# Индийска хамсия
Индийската хамсия (Decapterus russelli) е вид бодлоперка от семейство Carangidae. Видът не е застрашен от изчезване.

## Разпространение и местообитание
Разпространен е в Австралия, Бангладеш, Бахрейн, Бруней, Виетнам, Джибути, Египет, Еритрея, Йемен, Израел, Индия, Индонезия, Йордания, Ирак, Иран, Камбоджа, Катар, Кения, Китай, Коморски острови, Кувейт, Мавриций, Мадагаскар, Малайзия, Малдиви, Мианмар, Микронезия, Мозамбик, Нова Каледония, Обединени арабски емирства, Оман, Пакистан, Палау, Папуа Нова Гвинея, Провинции в КНР, Реюнион, Саудитска Арабия, Сейшели, Сингапур, Сомалия, Судан, Тайван, Тайланд, Танзания, Филипини, Хонконг, Шри Ланка, Южна Африка и Япония.
Обитава крайбрежията на океани, морета, заливи и рифове в райони с тропически климат. Среща се на дълбочина от 40 до 275 m, при температура на водата от 12,9 до 28,4 °C и соленост 34,4 — 37,8 ‰.

## Описание
На дължина достигат до 45 cm, а теглото им е максимум 110 g.
Популацията на вида е намаляваща.